# المسعودية (حزم العدين)

تعديل مصدري - تعديل

المسعودية هي إحدى قرى عزلة حقين بمديرية حزم العدين التابعة لمحافظة إب، بلغ تعداد سكانها 497 نسمة حسب تعداد اليمن لعام 2004.